# Терновочка
Терновочка — река в России, протекает в Ставропольском крае. Устье реки находится в 16 км по правому берегу реки Ташла. Длина реки составляет 12 км. Площадь водосборного бассейна — 84,5 км².

## Данные водного реестра
По данным государственного водного реестра России относится к Донскому бассейновому округу, водохозяйственный участок реки — Егорлык от Новотроицкого гидроузла и до устья, речной подбассейн реки — бассейн притоков Дона ниже впадения Северского Донца. Речной бассейн реки — Дон (российская часть бассейна).
Код объекта в государственном водном реестре — 05010500612107000016942.